# Filler (Computerspiel)

Vollständige Spielanimation auf einem kleinen Spielbrett mit quadratischen Feldern

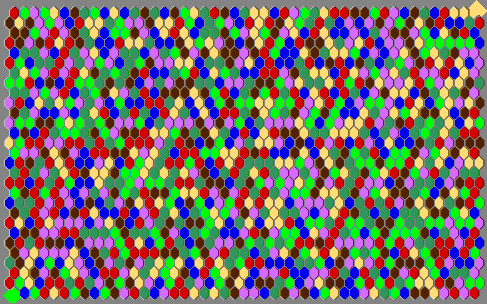
Spielbrett mit sechseckigen Feldern

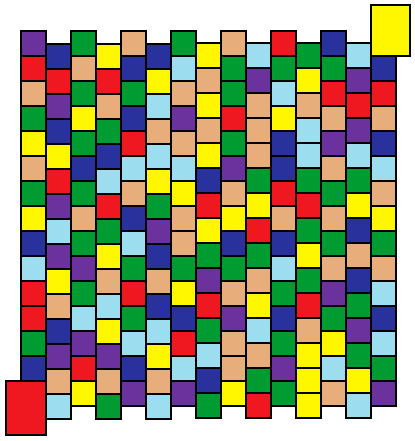
Spielbrett mit versetzt angeordneten rechteckigen Feldern

Filler, auch bekannt als 7 Colors, ist ein einfaches Computer-Strategiespiel. Gespielt wird auf einem von einem Bildschirm dargestellten Brett mit meist hunderten recht- oder sechseckigen Feldern gegen einen oder selten mehrere Gegner. Die Gegner werden meist vom Computer generiert, menschliche Gegner sind in der Regel immer einstellbar und können prinzipbedingt auch dieselbe Hardware nutzen.
Ziel des Spiels ist es, mehr Spielfelder zu erobern als der bzw. die Gegner. Hat ein Spieler mehr als die Hälfte aller Felder erobert, gewinnt er das Spiel – auch wenn es noch „neutrale“ Felder gibt.
Je nach Softwareimplementierung und verfügbarer Bildschirmgröße variieren Ausmaße und Formen des Spielbrettes stark. Die meisten Spielbretter weisen meist eine rechteckige Grundform auf, unabhängig ob die einzelnen Felder recht- oder sechseckig sind.
Zu Beginn des Spiels wird jedes einzelne Feld zufällig eingefärbt. Die Anzahl der dafür zur Verfügung stehenden Farben ist vorher festgelegt und beträgt in der Regel 4 bis 10 Farben. Das Spielbrett ist so zu Beginn recht bunt.
Jeder Spieler besitzt ein Startfeld, in der Regel in einer Ecke, welches ebenfalls eine zufällige Farbe zugewiesen bekam. Eventuell grenzen Felder gleicher Farbe an das Startfeld an, diese vergrößern das Ausgangsterritorium (nicht in allen Varianten). Felder grenzen aneinander an, wenn sie sich mit einer Seite berühren.
Neue Felder werden erobert, indem der Spieler deren Farbe annimmt. Ein Spieler kann alle auf dem Brett verfügbaren Farben annehmen, bis auf die aktuelle Farbe des Gegners bzw. der Gegner.

## Geschichte und bekannte Programme
Entwickelt wurde Filler 1990 von Dmitry Pashkov und ist von der sowjetisch/russischen Spieleschmiede Gamos für MS-DOS herausgebracht worden. Der französische Spielehersteller Infogrames Entertainment vermarktete es 1991 für Amiga, Atari und PC-98 als 7 Colors. Gespielt wird auf einem rechteckigen Brett mit 2086 rechteckigen Feldern, die diagonal verlaufen und eine Jewels-ähnliche Optik haben.
Alexander Vikulin setzte diese Idee mit sechseckigen Feldern unter dem Namen „Filler“ 1995 für Windows um. Das Programm wurde als Shareware vertrieben. Die Künstliche Intelligenz (KI) des Computergegners besaß drei Schwierigkeitsstufen, die höchste Stufe wurde erst bei der Bezahlversion freigeschaltet. Das Brett besitzt 1378 sechseckige Felder und kann mit 5 bis 9 Farben gespielt werden. Die Ausgangsfelder der beiden Spieler sind frei konfigurierbar.
Auch für Linux existiert ein recht ähnliches Programm, sogar kostenlos und unter der DFSG-free-Lizenz.
Darüber hinaus existierten die unterschiedlichsten Adaptionen für die verschiedensten Plattformen, die Verbreitung war meist recht gering. Darunter finden sich einfache Programme für den Textmodus von DOS und Umsetzungen mit Bildern statt Farben.
Mittlerweile ist diese Spielidee auch für Smartphone und weitere moderne Geräte und Plattformen verfügbar. Bei Android interessant sind hier zwei Programme: Das ist zum einen „Filler Game“ von Caeex Developer. Es bietet sowohl das sechseckige Brettdesign als auch das quadratische an und simuliert auf Wunsch mit versetzten quadratischen Feldern ein sechseckiges Brett. Weiter bietet es mehrere computersimulierte Gegenspieler, deren KI unterschiedliche Strategien nutzen.
Zum anderen ist es „Quadratum“ von Machaon studio. Auf dem quadratischen Brett spielen bis zu 4 Spieler gegeneinander (bis zu 3 mit KI) und müssen teilweise auch Hindernisse umwinden.

## Spielstrategische Betrachtungen
Spielt man Filler gegen einen menschlichen Gegner, ist es sinnvoll, eine Zeitbegrenzung pro Zug zu vereinbaren, viele Programme bieten diese als Option an.
Es gibt mehrere strategische Ansätze. Der Einfachheit halber wird zunächst der Gegenspieler nicht beachtet.
Die naheliegendste Strategie besteht darin, immer die Farbe anzunehmen, die den größten sofortigen Gebietszuwachs verspricht. Dieser Ansatz ist sehr simpel und bei steigender Farbenzahl selten erfolgreich.
Für menschliche Spieler schwerer zu überblicken, aber insbesondere für etwas komplexere computergenerierte Spieler sinnvoll ist eine Adaption des ersten Ansatzes. Gewählt wird immer die Farbe, bei der sich die Anzahl der angrenzenden uneroberten Felder maximiert. Auf diese Weise werden bereits eingeschlossene – und vom Gegner unerreichbare – Einzelfelder ignoriert. Außerdem bedeuten viele Randfelder auch viele neu angrenzende Felder. Im Laufe des Spiels und des ständigen Wechsels der Gebietsfarbe werden diese einfach so – fast schon automatisch – erobert.
Deutlich erfolgreicher ist folgende Grundidee: Diese besteht darin, möglichst weit eine „Straße“ auf das gegnerische Ausgangsfeld hin zu bauen und mittels „Straßen“ große Teile vor dem Gegner abzutrennen. Die Kunst ist, diese „Straßen“ zu sehen, welche meist schon als Farbbrücken in Ansätzen existieren, und diese dann zu verbinden.
Ausgefeilt wird eine Spielweise dann, wenn der Gegenspieler bei den Überlegungen berücksichtigt wird und bei der Wahl der nächsten Farbe dessen beste Farbe nach Möglichkeit blockiert wird, indem man sie selber annimmt.